# Powiat Pezinok
Powiat Pezinok (słow. okres Pezinok) – słowacka jednostka podziału administracyjnego znajdująca się w kraju bratysławskim, zajmuje obszar 375,53 km². Powiat Pezinok zamieszkiwany jest przez 54 164 obywateli (w roku 2001). Średnia gęstość zaludnienia wynosi 144,23 osób na km². Miasta: Modra, Svätý Jur i powiatowy Pezinok.